# Aubres
Aubres é uma comuna francesa na região administrativa de Auvérnia-Ródano-Alpes, no departamento de Drôme. Estende-se por uma área de 20,27 km². Em 2010 a comuna tinha 435 habitantes (densidade: 21,5 hab./km²).